# 约瑟夫·哈维·赖利
约瑟夫·哈维·赖利（英語：Joseph Harvey Riley，1873年9月19日—1941年12月17日）是美国的一位鸟类学家。
赖利出生于弗吉尼亚州的福尔斯彻奇市。从1896年起直至其逝世，他一直是史密森尼学会的雇员。1932年，他被任命为鸟类馆的副馆长。